# Stefan Lekapen
Stefan Lekapen (ur. ?; zm. w 963) – panował jako współcesarz w Cesarstwie Bizantyńskim od 25 grudnia 924 do 27 stycznia 945 roku, u boku swego ojca Romana I (cesarz 919–944) i braci Konstantyna (cesarz 925–945) i Krzysztofa (cesarz 920-931) (formalnie także u boku cesarza Konstantyna VII (cesarz 913–959)).